# Engelbert Jarek
Engelbert Erwin Jarek (ur. 7 czerwca 1935 w Rokitnicy, zm. 23 sierpnia 2017 w Sinzig) – polski piłkarz grający na pozycji napastnika, trener piłkarski. Związany z Odrą Opole. Rekordzista ekstraklasy w liczbie wykorzystanych bez pomyłki rzutów karnych (18 udanych prób i ani jednego błędu). Trzykrotny reprezentant Polski.

## Lata młodzieńcze
Karierę rozpoczął w 1947 w Górniku Rokitnica, a już w wieku 15 lat grał w seniorskiej drużynie tego klubu. Uczęszczał do technikum w Izbicku, które ukończył jako technik-agronom. Po ukończeniu szkoły został skierowany do pracy w Ochronie Roślin Prezydium PRN w Nysie, gdzie wstąpił do tamtejszego klubu Ogniwo Nysa. W 1954 występował we Włókniarzu Prudnik (późniejsza Pogoń Prudnik), z którą rozegrał międzynarodowy mecz przeciwko Lokomotive Görlitz.

## Odra Opole
Po roku gry w Nysie i Prudniku przeniósł się w 1954 do Odry Opole (ówcześnie Budowlani), gdzie po roku gry awansował z nią do pierwszej ligi i został królem strzelców II ligi (19 goli). Rozegrał w niej 578 meczów i strzelił 456 goli (91 w I lidze). Zagrał z Odrą w 13 sezonach I ligi. Ostatni mecz w Odrze rozegrał 26 października 1969 w meczu I ligi z Ruchem Chorzów. Po zakończeniu kariery pracował w Odrze jako trener.

## Reprezentacja
W reprezentacji zadebiutował dnia 28 czerwca 1958 w Rostocku w meczu z NRD zakończonym wynikiem 1:1. Drugi mecz rozegrał 21 maja 1961 w Warszawie w meczu z ZSRR 1:1. Ostatni mecz rozegrał 15 kwietnia 1962 w Casablance w wygranym 3:1 meczu z Marokiem. Był również w składzie na igrzyska olimpijskie w 1960 w Rzymie, gdzie nie rozegrał żadnego meczu.

### Mecze Jarka w reprezentacji
| Lp. | Data       | Miejsce            | Przeciwnik | Wynik | Rozgrywki  | Uwagi |
| --- | ---------- | ------------------ | ---------- | ----- | ---------- | ----- |
| 1.  | 28.06.1958 | Rostock, NRD       | NRD        | 1:1   | towarzyski |       |
| 2.  | 21.05.1961 | Warszawa, Polska   | ZSRR       | 1:1   | towarzyski |       |
| 3.  | 15.04.1962 | Casablanca, Maroko | Maroko     | 3:1   | towarzyski | Gol   |

## Sukcesy

### Odra Opole
- 3. miejsce w ekstraklasie: 1964
- Półfinał Pucharu Polski: 1955, 1962, 1968
- Półfinał Pucharu Intertoto: 1964
- Puchar redakcji „Sportu”: 1957

### Reprezentacja Polski
- udział na olimpiadzie w 1960 w Rzymie

### Indywidualne
- król strzelców II ligi: 1955 – 19 goli
- wicekról strzelców ekstraklasy: 1960 – 15 goli

### Rekordy i wyróżnienia
- Najlepszy strzelec Odry Opole w ekstraklasie: 91 goli
- Strzelec Odry Opole wszech czasów: 456 goli
- Piłkarz Odry Opole wszech czasów: 456 goli
- Nadanie boiskowi Orlika 2012 (ul.Bielska) im. Engelberta Jarka

## Życie prywatne
W roku 1977 przeprowadził się na stałe do Niemiec. Mieszkał w Sinzig, gdzie m.in. trenował dzieci w miejscowym klubie. Był żonaty z Heleną, miał dwoje dzieci: córkę Sylvię i syna Artura. Przyjeżdżał do Opola, szczególnie na ważne uroczystości związane z Odrą Opole: np. obchody istnienia klubu.